# Schloss Kartzow

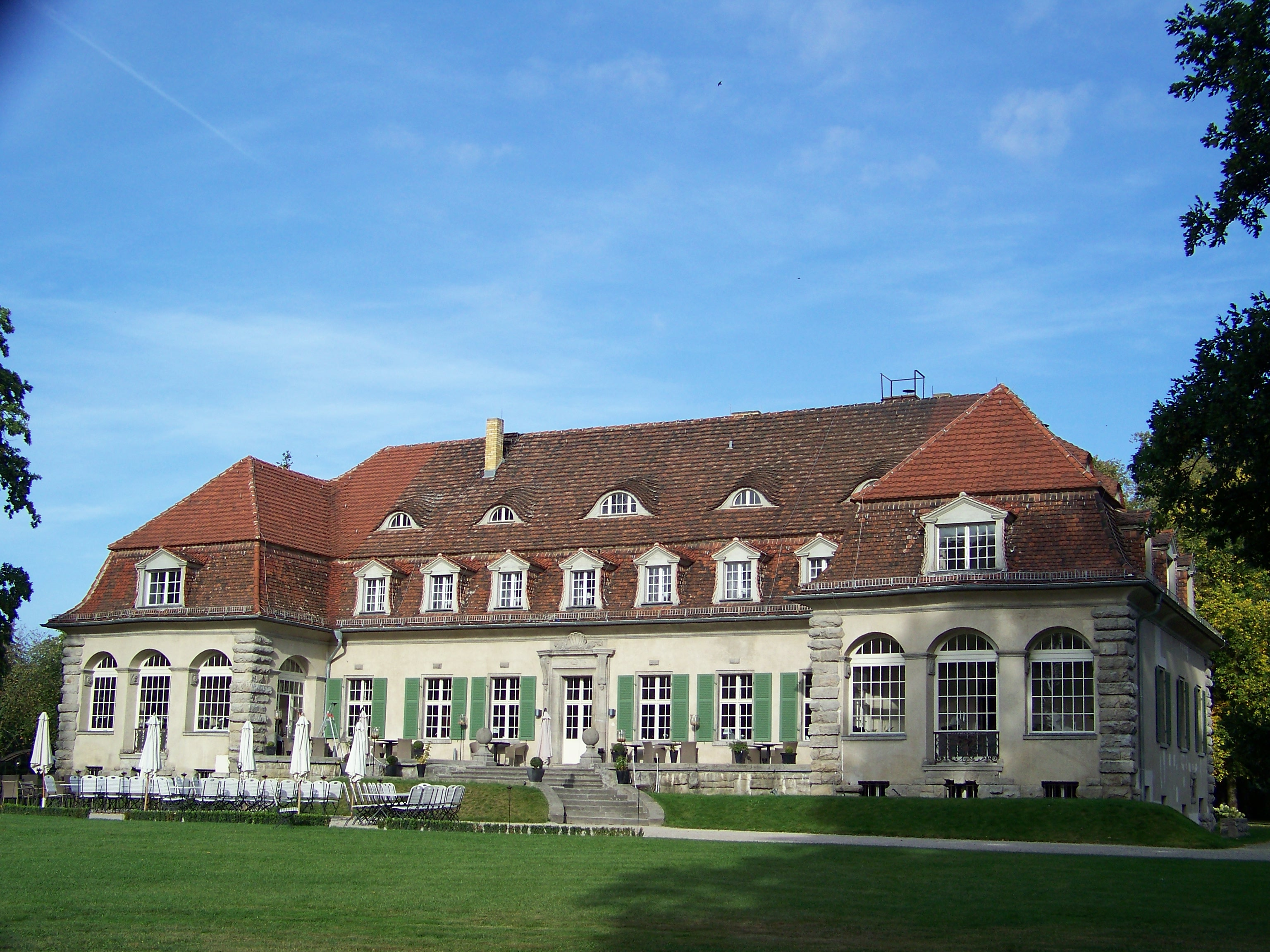
Castillo de Kartzow visto desde el parque

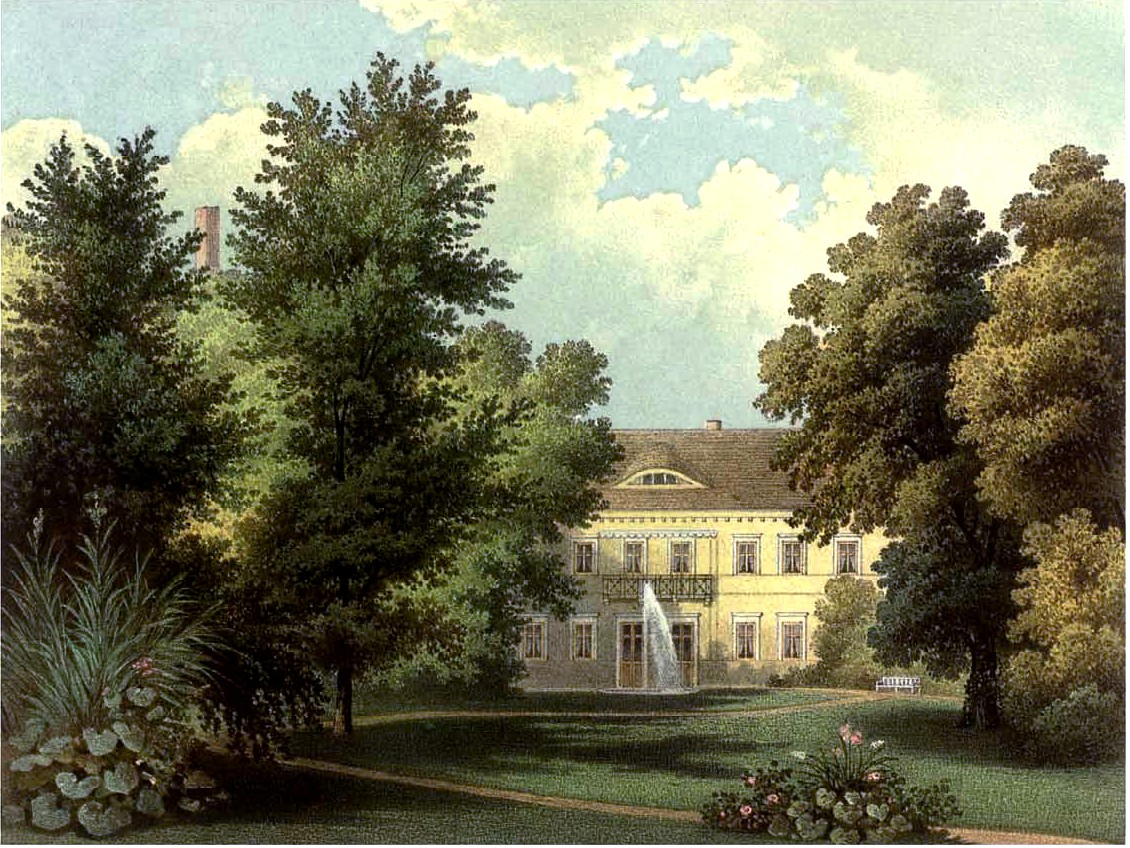
El edificio anterior de 1850 con un parque inmobiliario alrededor de 1865/66, Colección Alexander Duncker

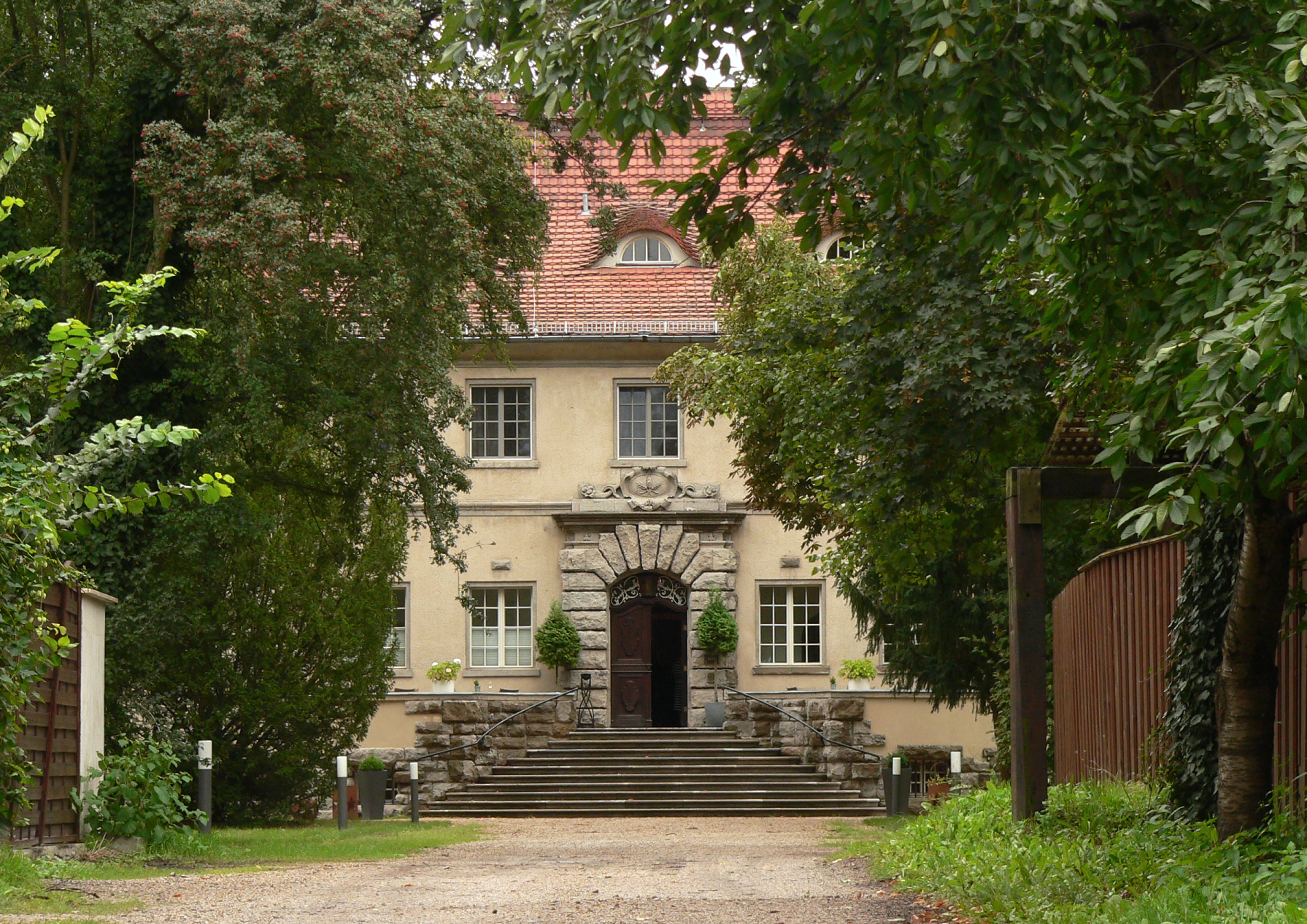
Escaleras de entrada

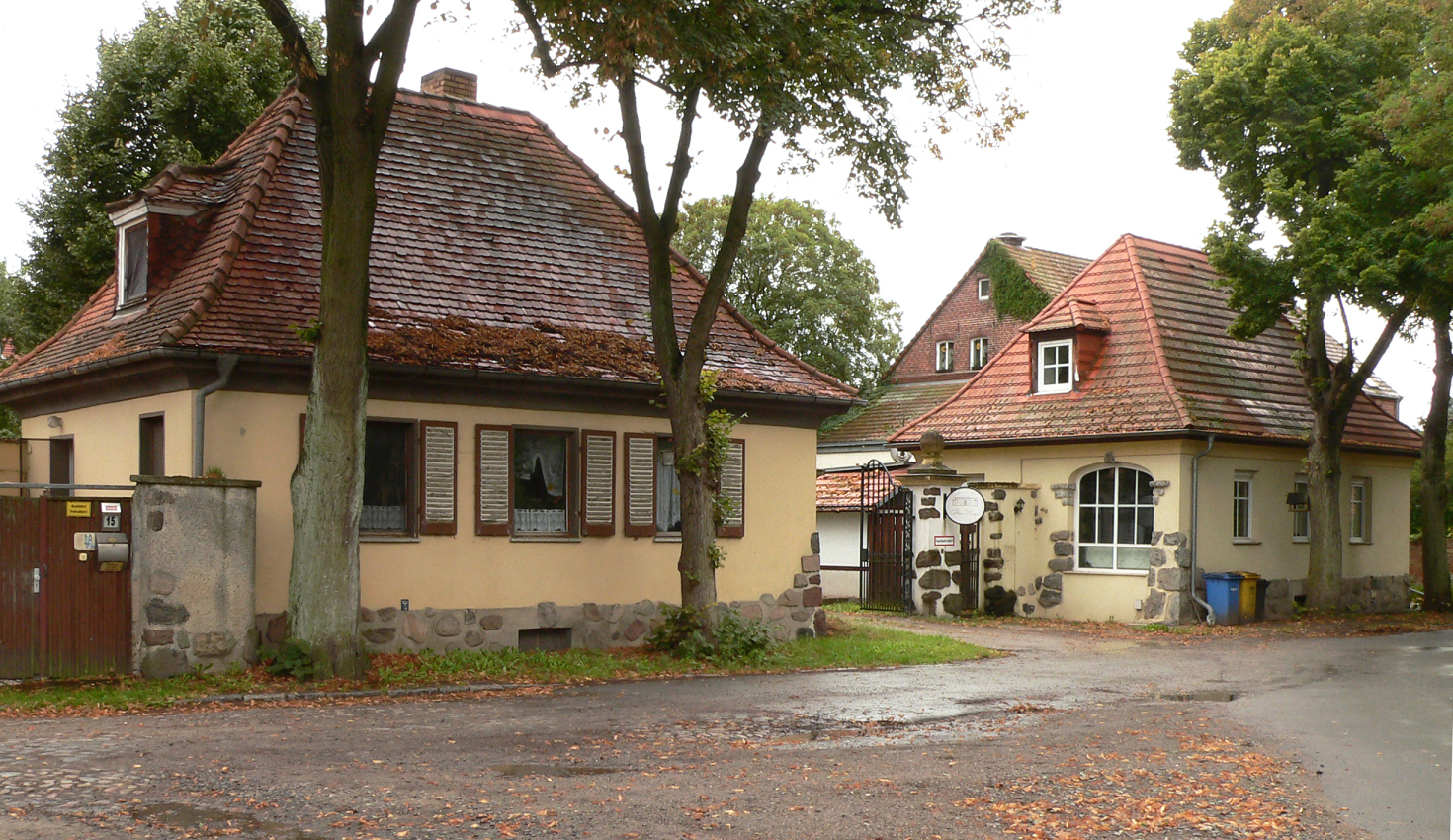
Gatehouse en el camino de entrada

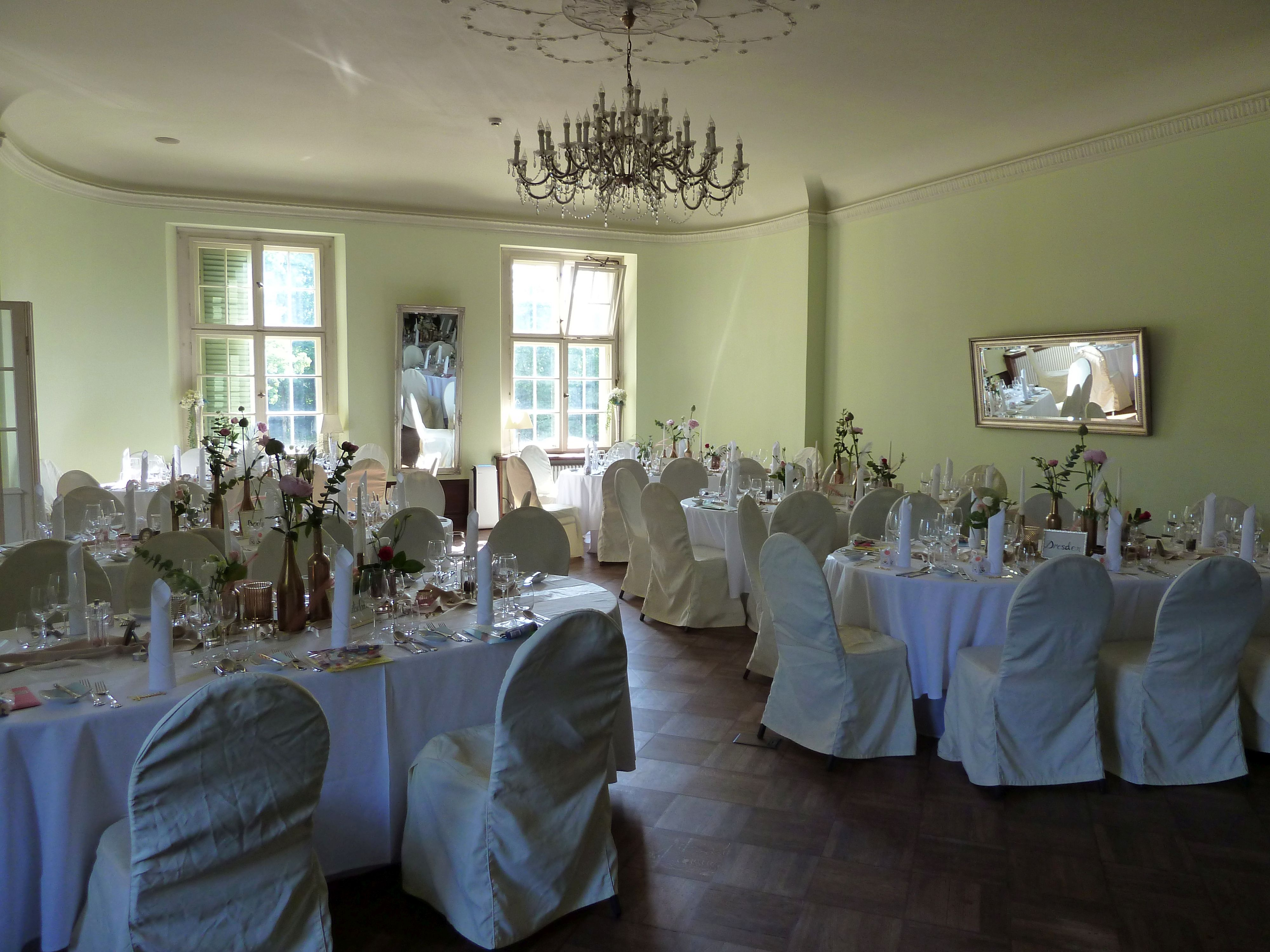
Salón decorado para una boda

El castillo de Kartzow es una casa solariega en el distrito Kartzow de Potsdam. Surgió de una casa señorial y fue reconstruida en estilo barroco entre 1912 y 1914 según los planos del arquitecto berlinés Eugen Schmohl.

## Historia
Según una tradición de 1450, el pueblo de Kartzow pertenecía a la noble familia Hünicke, que poseía aquí una granja con siete pezuñas libres. El último propietario de la familia von Hünicke, Cuno von Hünicke, vendió la mansión a Ludwig von Fronhofer en 1729. 
En 1850, su propietario Carl Wolf Stielow hizo que se convirtiera en un castillo. En ese momento, el polígono contaba con cinco residenciales y trece edificios agrícolas y una destilería. En un gran incendio en el pueblo de Kartzow en 1873, también se vio afectada. En 1879, la libreta de direcciones general de los propietarios de los señoríos de Brandeburgo, que se publicó oficialmente por primera vez, muestra al director del banco Henkel, que vivía en Berlín, como propietario del señorío de Kartzow, que era elegible para un consejo de distrito. Fue arrendada al alguacil principal Felix Simon y tenía un área de exactamente 400 hectáreas de tierra, incluidas 8 hectáreas de agua. En 1900, el fabricante de licores de Berlín Arthur Gilka la adquirió. La destilería existente y la buena calidad del suelo de la tierra cultivable fueron probablemente determinantes. El fabricante hizo demoler la casa solariega y en su lugar en los años 1912 a 1914 por Eugen Schmohl por 1,5 millones de Reichsmarks para reconstruir un edificio representativo de tres alas en estilo barroco. Después de eso, el edificio con 66 habitaciones se llamó Landhaus Gilka. 
Después de la muerte de Gilka en 1937, su viuda vendió la propiedad al comandante Eduard von Eickenhof-Reitzenstein. Sobrescribió la herencia a su hija Alix Krossa en 1939. En 1940, el ex director de jardines de Sanssouci, Georg Potente, transformó el parque señorial en un parque paisajístico. La casa solariega y los terrenos se utilizaron en 1940 para las tomas exteriores del largometraje alemán nacionalsocialista Kopf hoch, Johannes! de Viktor de Kowa. En 1941, el Tesoro del Reich adquirió la mansión; en el mismo año pasó a manos de la Wehrmacht, ya que estaba prevista una ampliación del área de entrenamiento militar de Döberitz a Kartzow. 
Después de la Segunda Guerra Mundial, sirvió de alojamiento para los expulsados a partir de 1945. A partir de 1949 fue utilizado como hogar de convalecencia de niños de Solidaridad Popular. Entre 1974 y 1984 hubo un hogar de niños en la casa solariega, luego un sanatorio para niños con enfermedades renales hasta 1996. La casa solariega estuvo vacía desde 1998 hasta 2006. Después de su venta en diciembre de 2006, se restauró ampliamente en 2007 de acuerdo con las especificaciones de conservación de monumentos históricos. Desde 2008 hay una sucursal de la oficina de registro de Potsdam. El edificio en sí sirve principalmente como lugar de celebración, especialmente para bodas. En 2010, también se abrió un hotel.